# Aphthona konstantinovi
Aphthona konstantinovi es una especie de insecto coleóptero de la familia Chrysomelidae. Fue descrita científicamente por primera vez en 1998 por Lopatin in Konstantinov.